# Космос-2108
Космос-2108 је један од преко 2400 совјетских вјештачких сателита лансираних у оквиру програма Космос.
Космос-2108 је лансиран са космодрома Плесецк, СССР, 4. децембра 1990. Ракета-носач Сојуз је поставила сателит у орбиту око планете Земље. Маса сателита при лансирању је износила 6600 килограма. Космос-2108 је био осматрачки сателит.